# Philip de Braose, 2. Lord of Bramber
Philip de Braose, 2. Lord of Bramber (auch Briouze) (* 1070/1073; † zwischen 1134 und 1155), war ein normannischer Adliger.

## Herkunft und Jugend
Philip entstammte der normannischen Familie Braose. Er war der älteste Sohn von William de Braose, der ein Gefolgsmann Wilhelm des Eroberers war und in der Schlacht von Hastings gekämpft hatte. Als Belohnung für seine Verdienste bei der normannischen Invasion Englands hatte sein Vater Ländereien in Sussex erhalten und in Sussex die Erdhügelburg Bramber Castle errichtet (siehe auch Rape (Sussex)). Auf dieser Burg wurde Philip um 1070 geboren. Seine Mutter, Agnes de St. Clare, starb, als Philip zehn Jahre alt war.

## Rebellion gegen den König und Teilnahme an der Eroberung von Wales
Nach dem Tod seines Vaters wurde er als dessen Erbe spätestens 1096 von König Wilhelm II. mit dessen Ländereien belehnt und dadurch Lord of Bramber. Philip unterstützte zunächst König Heinrich gegen den normannischen Thronanwärter Robert Curthose, revoltierte aber wenig später gegen den König und verlor daraufhin all seine Besitztümer. Trotz dieses Verrats erhielt er im Jahre 1112 seine Ländereien zurück. Er beteiligte sich an der Eroberung von Wales und konnte dabei Builth und New Radnor erobern, die fortan im Besitz seiner Familie waren. Darüber hinaus erbaute er die St. Nicholas' Church in Old Shoreham und den Hafen in New Shoreham.
Er starb möglicherweise 1134 während eines Kreuzzugs im Heiligen Land, spätestens starb er 1155.

## Familie und Nachkommen
Philip heiratete Aenor de Totnes, eine Tochter von Judhael de Totnes. Durch diese Heirat hatte sein ältester Sohn William später Erbansprüche auf Totnes und Barnstaple in Devon. Philip und seine Frau hatten vier Kinder, zwei Söhne und zwei Töchter: William, Philip, Basilia und Gillian. Sein ältester Sohn William übernahm nach Philips Tod die Herrschaft und wurde zum dritten Lord of Bramber. Sein zweiter Sohn Philip beteiligte sich ab 1171 an der anglonormannischen Invasion Irlands, scheiterte aber 1177 an der Eroberung Limericks.